# Aracamby picinguabensis
Aracamby picinguabensis är en insektsart som beskrevs av De Mello 1993. Aracamby picinguabensis ingår i släktet Aracamby och familjen syrsor. Inga underarter finns listade i Catalogue of Life.